# NGC 785
NGC 785 é uma galáxia elíptica (E-S0) localizada na direcção da constelação de Triangulum. Possui uma declinação de +31° 49' 36" e uma ascensão recta de 2 horas, 1 minutos e 40,0 segundos.
A galáxia NGC 785 foi descoberta em 25 de Outubro de 1876 por Édouard Jean-Marie Stephan.